# IC 4837
IC 4837 ist eine Balken-Spiralgalaxie vom Hubble-Typ SBc/P im Sternbild Teleskop am Südsternhimmel. Sie ist rund 116 Millionen Lichtjahre von der Milchstraße entfernt.
Das Objekt wurde am 16. September 1901 vom US-amerikanischen Astronomen DeLisle Stewart entdeckt.